# Litolfo da Carrara

Stemma Da Carrara

Litolfo da Carrara (... – 1068 circa) è stato un politico italiano.

## Biografia

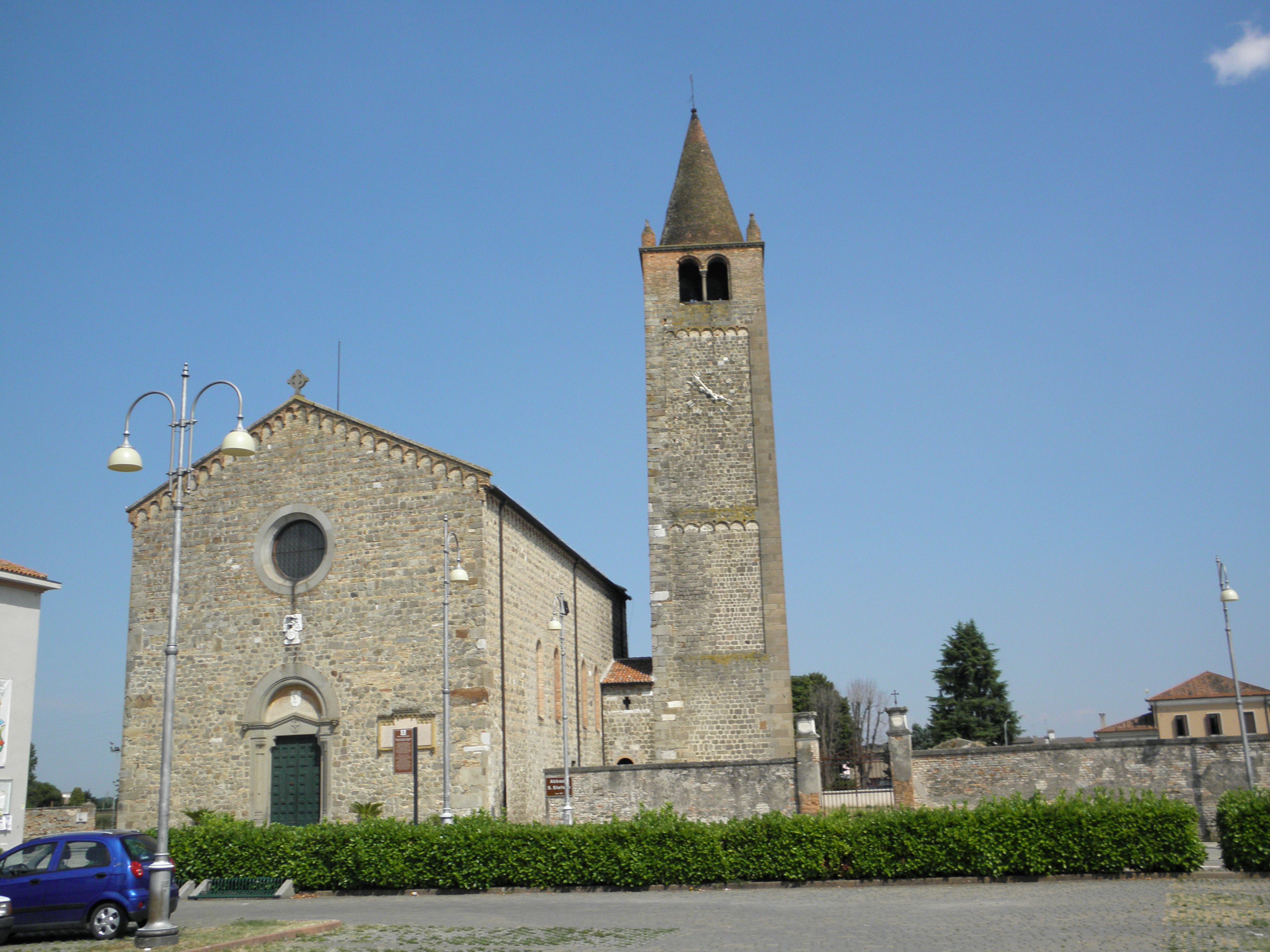
Due Carrare, abbazia di Santo Stefano

Figlio di Gumberto II (?-1027 ca.) e di Regentruda, di origine longobarda, è il primo membro noto della famiglia Da Carrara, futuri signori di Padova.

Era signore di Carrara quando, nel 1027, fondò l'abbazia di Santo Stefano, sulle rovine di un preesistente edificio di epoca romana dotandolo di molti beni  ed intraprese la costruzione del proprio castello di famiglia. Il monastero annesso alla chiesa fu retto dai benedettini. L'abate aveva voto sull'elezione dei vescovi padovani.

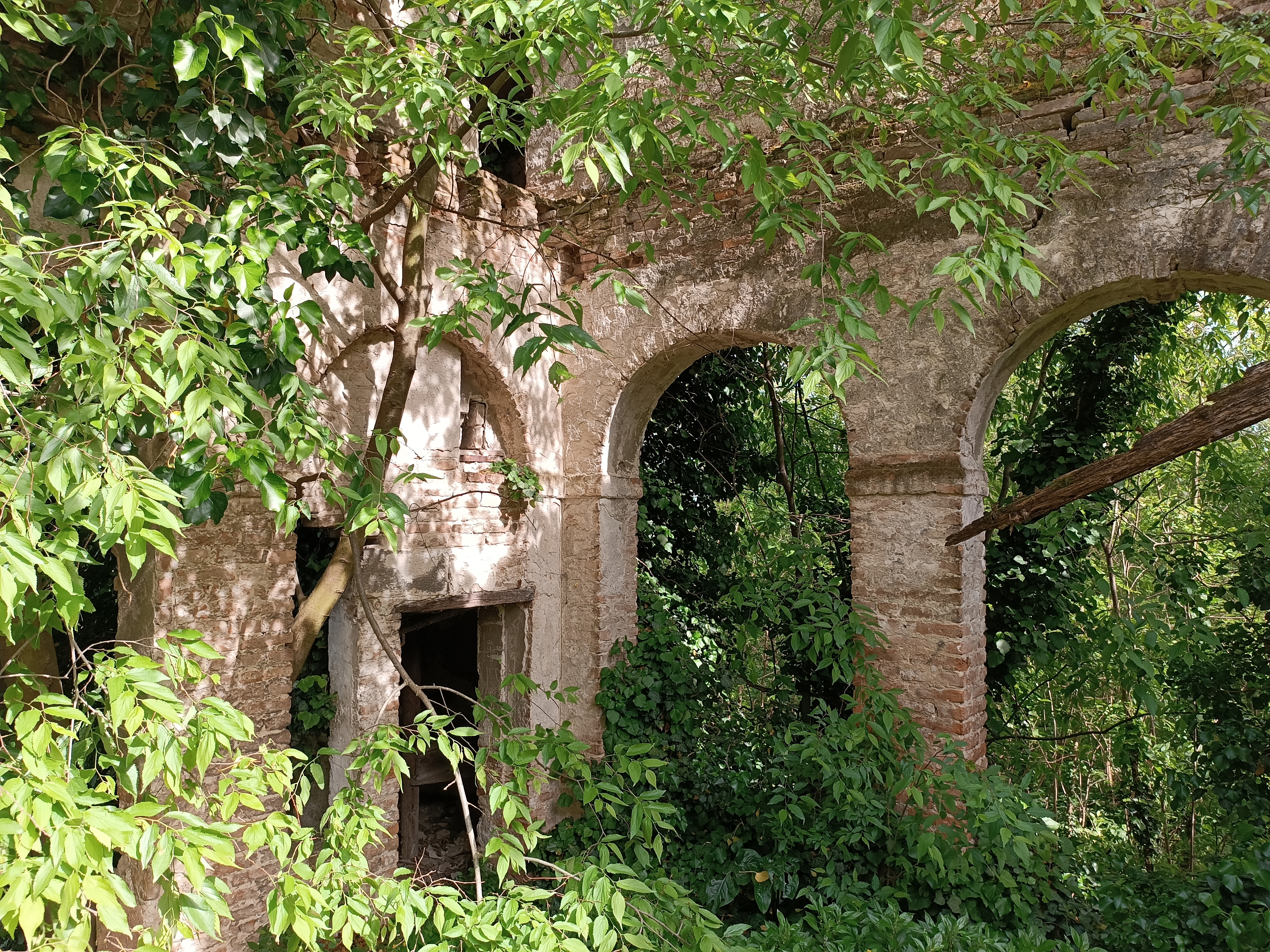
Due Carrare, Castello di San Giorgio

## Discendenza
Litolfo ebbe quattro figli:
- Enrico
- Artiuccio
- Luitolfo
- Gumberto